# Cratere Istok
Istok  è un cratere sulla superficie di Marte.